# Hohenprießnitz
Hohenprießnitz ist ein Ortsteil der Gemeinde Zschepplin im Landkreis Nordsachsen im Nordwesten von Sachsen.

## Geografie
Hohenprießnitz liegt an der Bundesstraße 107 zwischen den Städten Eilenburg und Bad Düben. Zudem gibt es nicht klassifizierte Ortsverbindungen nach Noitzsch und Glaucha. Östlich fließt die Mulde am Ort vorbei. Südöstlich von Hohenprießnitz gibt es mit der Personenfähre Gruna einen Übergang auf die andere Muldeseite nach Gruna.

## Geschichte

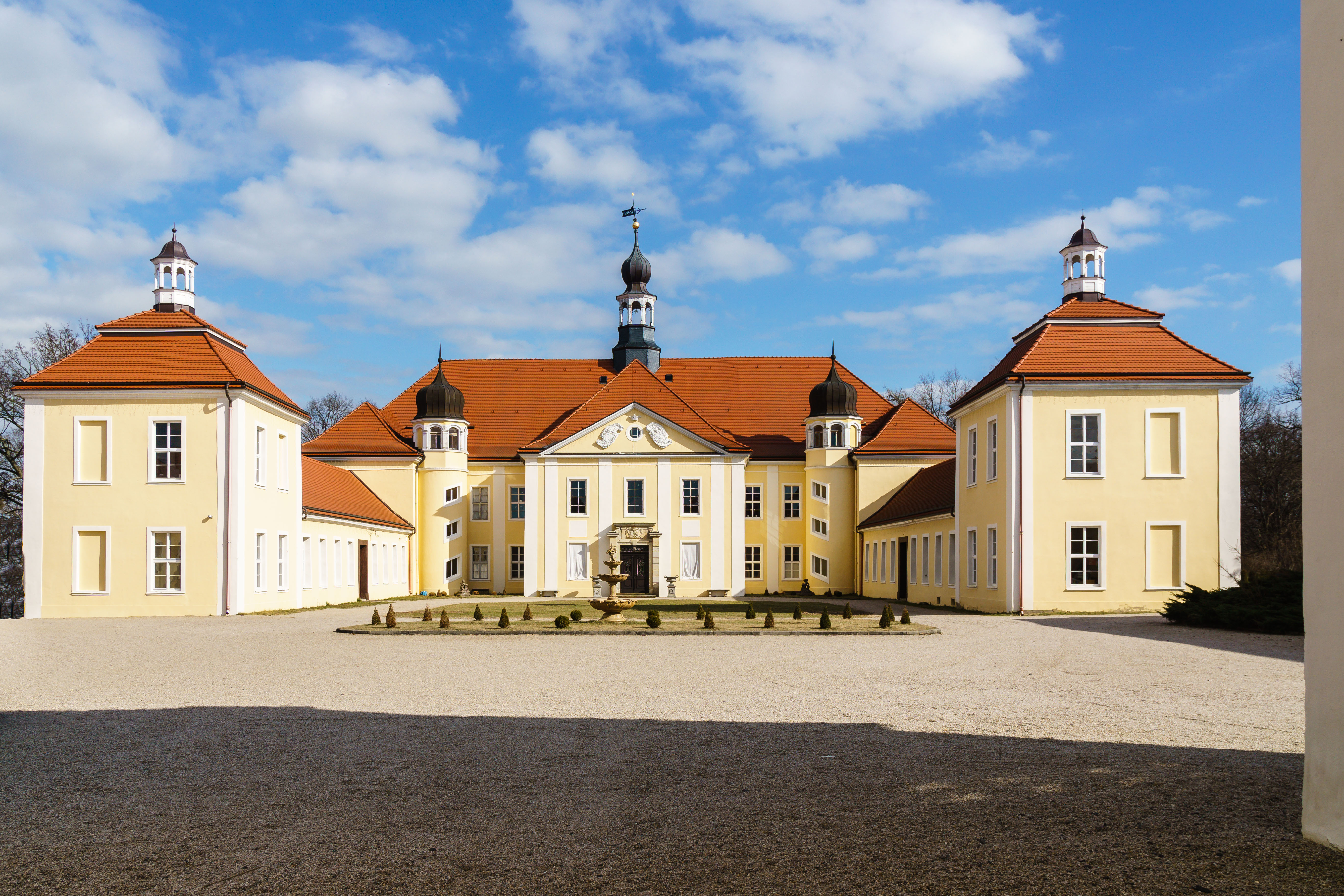
Schloss Hohenprießnitz (2017)

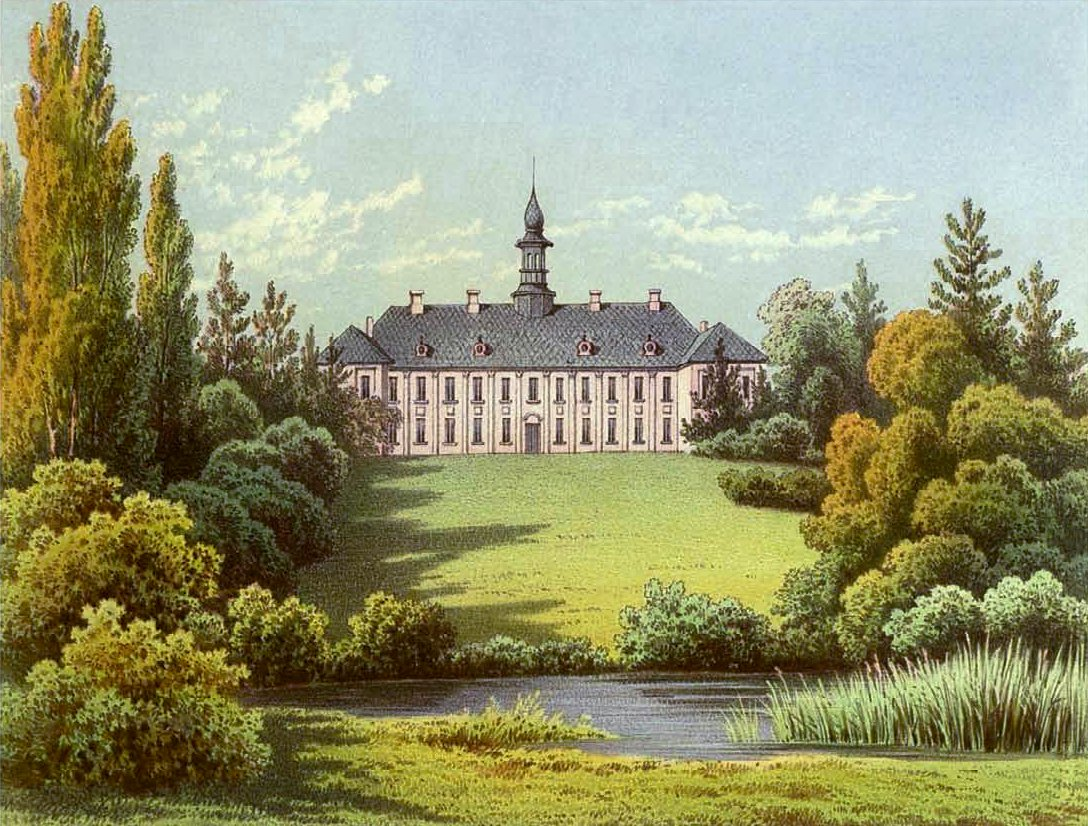
Schloss Hohenprießnitz um 1860, Sammlung Alexander Duncker

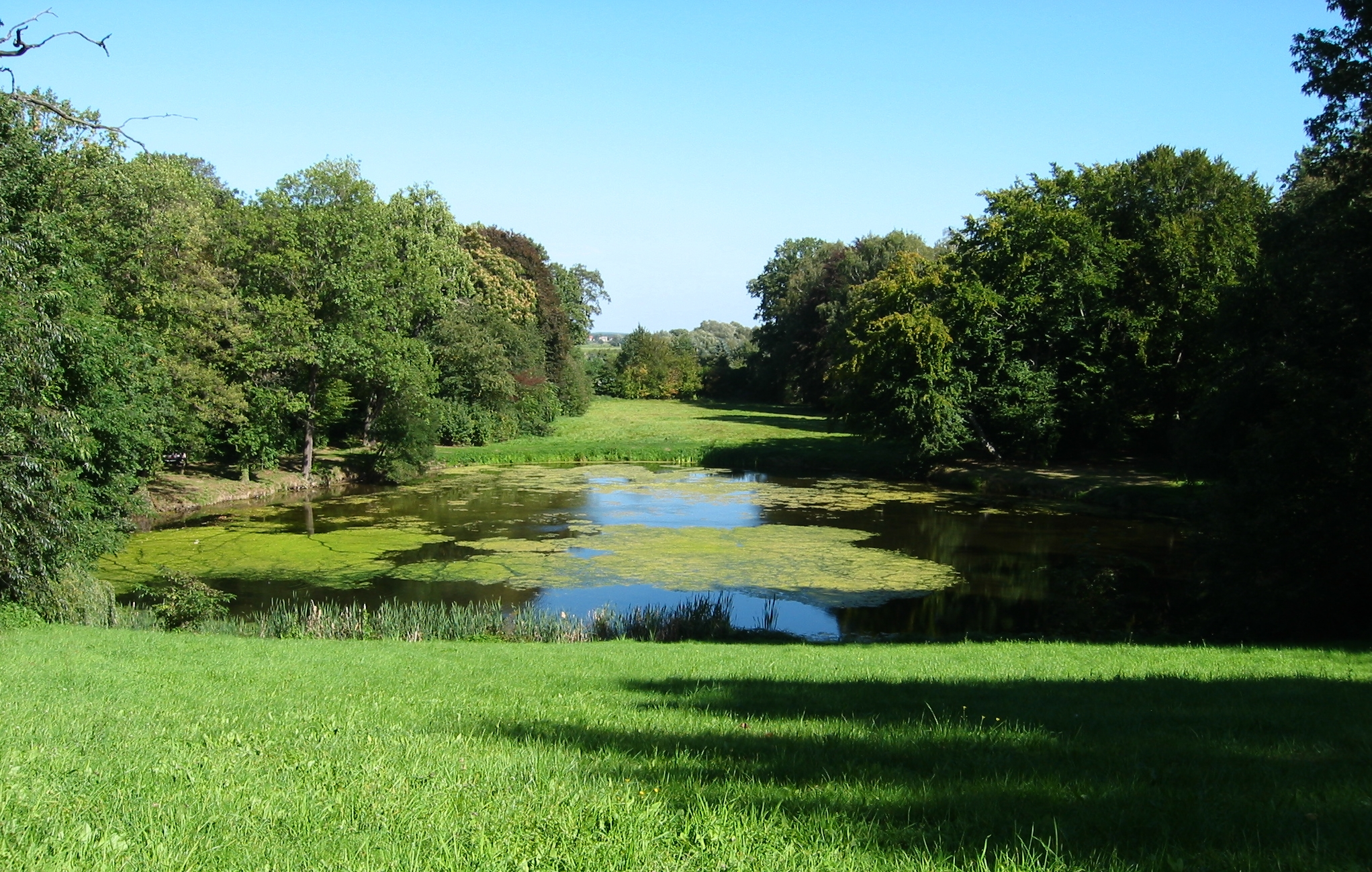
Schlosspark

Bereits 977 gab es hier ein Hofgut in königlichem Besitz, das Otto II. in jenem Jahr der bischöflichen Kirche zu Merseburg schenkte.
Später befand sich unweit davon im Ort ein Rittergut, das nacheinander im Besitz verschiedener Adelsfamilien war. Das dort stehende, heute baulich sehr veränderte, Herrenhaus ließ 1677–78 Christian von Klengel (1629–93) erbauen, der das Rittergut 1675 erworben hatte; vermutlich lieferte das Projekt dazu sein Bruder, der sächsische Oberlandbaumeister Wolf Caspar von Klengel.
Das unweit vom ehemaligen Gutshof stehende Schloss, heute eine dreiflügelige barock nach französischen Vorbildern anmutende Anlage, wurde im Kern als völliger Neubau um 1702–1704 unter Anton Albrecht Freiherr von Imhoff errichtet, welcher den Besitz 1699 erworben hatte. Es wird vermutet, dass er dafür den Baumeister Hermann Korb aus seiner Heimatstadt Wolfenbüttel engagierte. Die Windfahne auf der mittleren Turmhaube trägt die Jahreszahl 1699.
Der abwechslungsreich gegliederte dreiflügelige Baukörper ist barock, die beiden Treppentürme mit den Schrägfenstern sind Zutaten aus weitaus späterer Zeit. Der bedachte Giebel des etwas überdimensionierten Mittelrisalit weist allerdings eine typische Formensprache auf, so wie sie auch noch Korb angewandt hatte. Die achteckigen offenen Dachreiter mit Zwiebelhauben sind ebenfalls, wie die Seitenflügelbauten erst in der Hohenthal’schen Zeit, also nach 1724 entstanden.
In jenem Jahr hatte der wohlhabende Leipziger Kaufmann und Kriegslieferant Peter Hohmann das Schloß erworben, der 1717 geadelt wurde und damit die Familie derer von Hohenthal begründete. Die im unterschiedlichen Maße in Hohenprießnitz aktiven Grafen von Hohenthal besaßen das Gut bis zur Enteignung 1945. Über dem Portal befindet sich das gräfliche Allianzwappen Hohenthal-Pourtalès von 1894 (für die Eheleute Moritz Graf von Hohenthal und Rosa geb. Gräfin von Pourtalès). Auch im Giebelfeld befindet sich ein Hohenthal’sches Allianzwappen.
Hohenprießnitz gehörte bis 1815 zum kursächsischen bzw. königlich-sächsischen Amt Eilenburg. Durch die Beschlüsse des Wiener Kongresses kam der Ort zu Preußen und wurde 1816 dem Kreis Delitzsch im Regierungsbezirk Merseburg der Provinz Sachsen zugeteilt, zu dem er bis 1952 gehörte.
Im Zuge der zweiten Kreisreform in der DDR im Jahr 1952 wurde Hohenprießnitz dem Kreis Eilenburg im Bezirk Leipzig angeschlossen, welcher 1994 im Landkreis Delitzsch aufging. Am 1. Januar 1999 wurde Hohenprießnitz nach Zschepplin eingemeindet.
Der bayerische Unternehmer Konrad Obermüller erwarb 2011 das Schloss und weihte 2014 das renovierte Haupthaus ein.
2011 gründete sich der Verein Atmaseva, der sich durch die spirituellen Lehren von Sathya Sai Baba anregen lässt. Er erwarb ein Grundstück auf dem Gelände des ehemaligen Rittergutes.

### Einwohnerentwicklung
| Jahr | Einwohner |
| ---- | --------- |
| 1818 | 559       |
| 1895 | 483       |
| 1925 | 598       |
| 1939 | 795       |
| 1946 | 883       |
| 1950 | 799       |
| 1964 | 1011      |
| 1990 | 942       |

Die Einwohnerzahl von Hohenprießnitz lag 1818 bei 559. Bis zum Ausbruch des Zweiten Weltkrieges stieg die Einwohnerzahl um etwas weniger als die Hälfte auf knapp 800. Nach Ende des Krieges steigerte sich die Einwohnerzahl nochmals um 100 Einwohner. Zur Zeit der DDR wuchs die Einwohnerzahl auf über 1.000 im Jahre 1964. 1990 lebten knapp 950 Menschen in Hohenprießnitz.

## Sehenswürdigkeiten und Tourismus
- Barockschloss mit Park

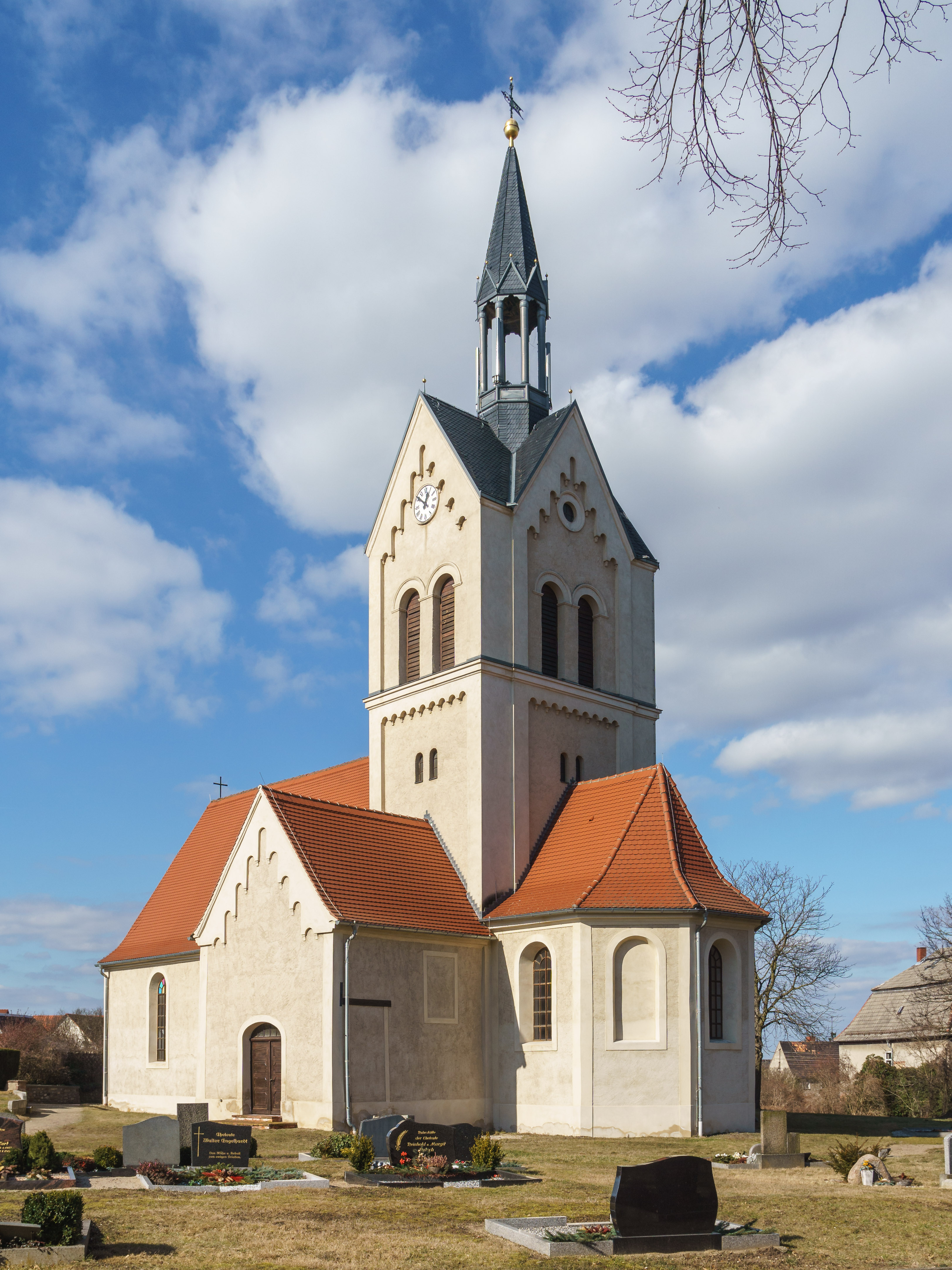
Dorfkirche Hohenprießnitz

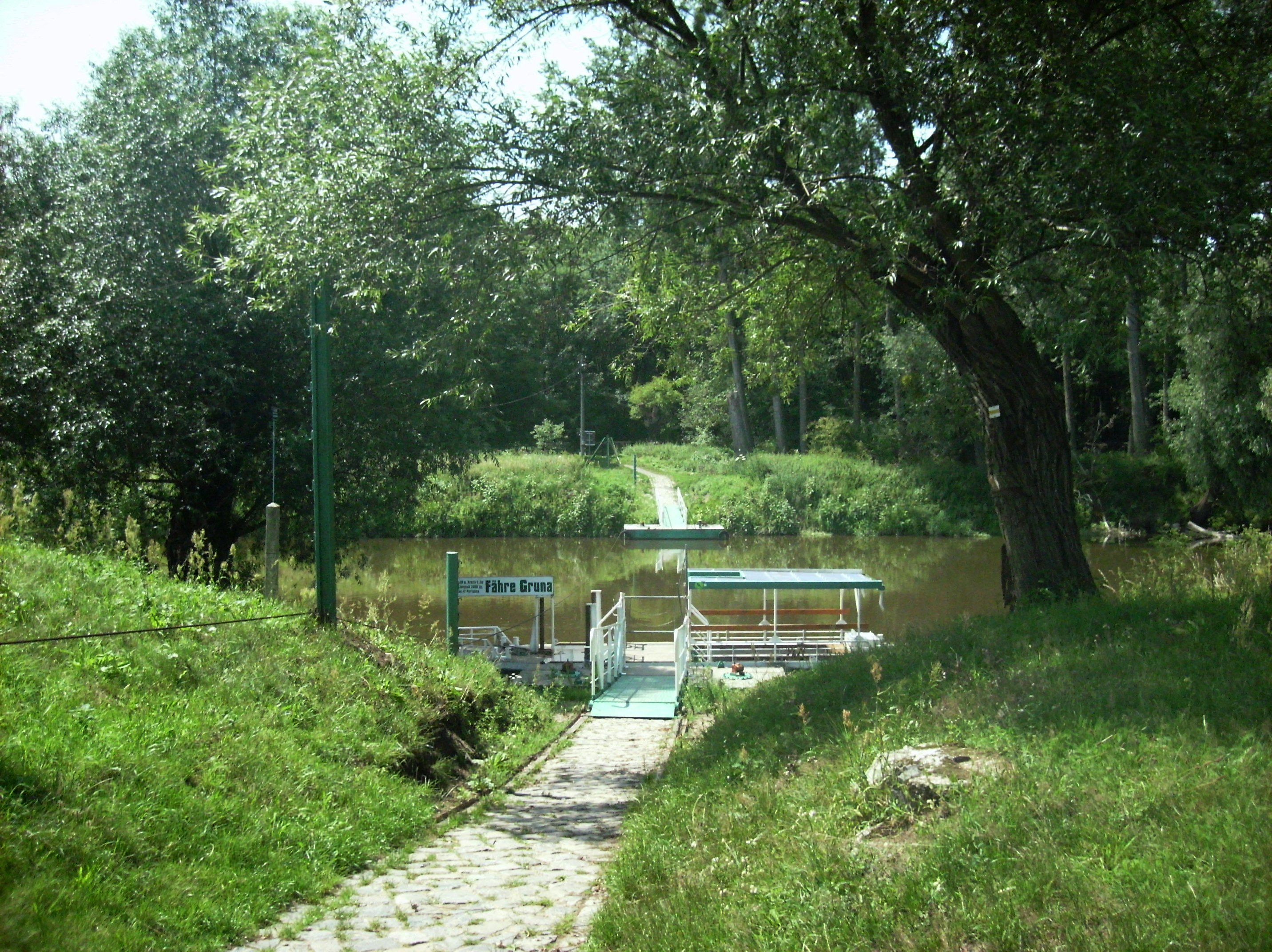
Fähre

- Barocke Chorturmkirche mit dreiseitigem Ostschluss (1737) und neuromanischem Chorturm (1867)
- Heimatscheune
- Der Mulderadweg und Lutherweg führt durch den Ort
- Muldefähre nach Gruna

## Gedenkstätte
Auf dem Ortsfriedhof befinden sich die Grabstätten von zehn sowjetischen Kriegsgefangenen sowie Frauen und Männern aus der UdSSR, die während des Zweiten Weltkrieges nach Deutschland verschleppt und Opfer von Zwangsarbeit wurden.